# Wallace-Woodworth
La municipalité rurale de Wallace-Woodworth est une municipalité rurale (MR) dans la province canadienne du Manitoba, qui a été constituée le 1er janvier 2015 par la fusion de MR de Wallace et Woodworth et du village Elkhorn. Elle a été formée à la suite d'une exigence de la Loi sur la fusion des municipalités, qui force les municipalités avec une population de moins de 1 000 habitants à se fusionner avec une ou de plusieurs municipalités voisines à l'horizon 2015. Le Gouvernement du Manitoba a lancé ces fusions dans l'ordre pour les municipalités afin de répondre à l'1997 minimum de la population de 1 000 établi en 1997 pour constituer une municipalité.
Wallace-Woodworth comprend deux districts urbains locaux, soit Elkhorn et Kenton.

## Démographie
| 2011  | 2016  |
| ----- | ----- |
| 2 857 | 2 948 |